# Battlestar Galactica
Battlestar Galactica ist eine Neuinterpretation des Military-Science-Fiction-Klassikers Kampfstern Galactica von 1978, die ab 2003 im Auftrag des amerikanischen SciFi-Channels produziert und ausgestrahlt wurde. Ab 2005 war sie erstmals im deutschen Fernsehen bei SciFi zu sehen. Ausführende Produzenten waren Ronald D. Moore, der auch schon an der Produktion der Serien Deep Space Nine und Roswell beteiligt war, und David Eick.
Die Rahmenhandlung ist an der Vorlage „Kampfstern Galactica“ angelehnt, obwohl sie gegen Ende komplizierter wird und unklarer abschließt als die Vorlage von 1978. Der Schwerpunkt wurde in der Neuauflage stärker auf die Zeichnung der Charaktere und die gesellschaftlichen Probleme hin verlagert. Zudem floss die griechische Mythologie stärker in die fiktive Zivilisation mit ein, wobei die durch den damaligen Produzenten Glen A. Larson eingeflochtenen mormonischen Einflüsse fast ganz verschwunden sind. Größter Unterschied ist wohl die Herkunft der Zylonen: Waren sie 1978 fremde Invasoren, sind sie nun von der menschlichen Zivilisation selbst entwickelte Androiden.
Im Gegensatz zu der ursprünglichen Serie richtet sich der Plot an ein erwachsenes Publikum – es werden Themen wie Folter, religiöser Fanatismus, Selbstmordattentate und weitere aufgegriffen.

## Franchise
Die Serie endete im März 2009 mit der vierten Staffel.
Zwischen den Staffeln 2 und 3 sowie 3 und 4 wurden nur im Internet verfügbare sogenannte Webisodes produziert. Zudem wurde im Vorlauf zu Staffel 4 ein abendfüllender Spielfilm (Razor) produziert, der ebenfalls eine nicht in den Staffeln gezeigte Nebenlinie des hauptsächlichen Handlungsstrangs zum Inhalt hat. Ein weiterer Spielfilm (The Plan), der die Ereignisse aus Sicht der Zylonen schildert, wurde im November 2009 veröffentlicht.
Das Franchise wurde mit dem Prequel Caprica, in dem die Entstehung der Zylonen beleuchtet wird, fortgeführt. Es wurde jedoch nach nur einer Staffel mit 18 Folgen wieder abgesetzt.
Ein weiteres geplantes Prequel namens „Battlestar Galactica – Blood & Chrome“ wurde aus Kostengründen bisher nicht im größeren Umfang umgesetzt. Ursprünglich als Webserie geplant, wurde lediglich die Pilotfolge als Fernsehfilm, der als Ausgangspunkt für eine Serie hätte dienen können, produziert. Die Pilotfolge wurde in zehn Kapitel von sieben bis zwölf Minuten Länge aufgeteilt und ab 9. November bis Februar 2013 nach und nach ausgestrahlt.

## Serie

### TV-Miniserie (2003)
Der zweiteilige Pilotfilm (Miniserie) wurde am 8. und 9. Dezember 2003 in den USA gezeigt und hatte die besten Einschaltquoten unter den Miniserien im Kabelfernsehen. Die Ausstrahlung in Deutschland erfolgte 2005 auf Premiere sowie in jeweils zwei Doppelfolgen am 1. und 3. Februar 2006.
| Datum           | Zuschauer | Zuschauer       | Marktanteil | Marktanteil     | Quelle      |
| Datum           | Gesamt    | 14 bis 49 Jahre | Gesamt      | 14 bis 49 Jahre | Quelle      |
| --------------- | --------- | --------------- | ----------- | --------------- | ----------- |
| 1. Februar 2006 | 2,35 Mio. | 1,63 Mio.       | 7,0 %       | 11,6 %          | [ 5 ] [ 6 ] |

### Erste Staffel
Nach dem großen Erfolg der Miniserie wurde die erste Staffel mit 13 Episoden produziert, die ab Oktober 2004 zunächst in Großbritannien (Sky One) ausgestrahlt wurde. In den USA wurde die Serie seit dem 14. Januar 2005 auf dem SciFi-Channel gesendet. Man hatte angenommen, dass viele Amerikaner sich die Sendungen bereits über Filesharing heruntergeladen hätten und sie deshalb nicht mehr im Fernsehen anschauen würden. Tatsächlich erreichte die Serie jedoch einen Quotenrekord.
Im deutschen Free-TV wurde die Serie ab dem 8. Februar 2006 auf dem Privatsender RTL II ausgestrahlt. Eine unvollständige Auflistung gemessener Einschaltquoten und Marktanteile veranschaulicht die folgende Tabelle:
| Datum            | Zuschauer   | Zuschauer       | Marktanteil | Marktanteil     | Quelle |
| Datum            | Gesamt      | 14 bis 49 Jahre | Gesamt      | 14 bis 49 Jahre | Quelle |
| ---------------- | ----------- | --------------- | ----------- | --------------- | ------ |
| 15. Februar 2006 | 1,44 Mio.   | –               | –           | –               | [ 6 ]  |
| 22. Februar 2006 | 1,26 Mio.   | 0,88 Mio.       | 3,7 %       | 6,3 %           | [ 6 ]  |
| 8. März 2006     | –           | –               | –           | 5,2 %           | [ 7 ]  |
| 22. März 2006    | < 1 Mio.    | –               | –           | 4,1 %           | [ 7 ]  |
| 12. April 2006   | ~ 0,75 Mio. | –               | –           | 3,7 %           | [ 7 ]  |
| 19. April 2006   | 0,84 Mio.   | 0,59 Mio.       | 2,7 %       | 4,7 %           | [ 7 ]  |

### Zweite Staffel
Die zweite Staffel wurde – mit dreimonatiger Pause nach der 10. Episode – in den USA vom 15. Juli 2005 ausgestrahlt. In Deutschland wurde die Ausstrahlung der zweiten Staffel auf Premiere am 28. September 2006 abgeschlossen. Die Ausstrahlung auf RTL 2 erfolgte ab dem 28. November 2007.

### The Resistance
Zwischen der zweiten und der dritten Staffel liegt ein Zeitraum von mehreren Monaten. Dieser Zeitraum wurde als zehnteilige Online-Serie (sogenannte Webisodes) mit dem Titel „Battlestar Galactica: The Resistance“ überbrückt. Ab dem 5. September 2006 wurde die Serie auf SciFi-Pulse jeweils Dienstag und Donnerstag gesendet und hat eine Gesamtlänge von 25 Minuten, aufgeteilt in Episoden von 2 bis 5 Minuten Länge.
The Resistance kann zurzeit nur von Internetbenutzern mit einer amerikanischen IP-Adresse auf der Internetseite von SciFi angesehen werden. Ob sie in Zukunft auch für andere Zuschauer offiziell zur Verfügung gestellt wird, ist noch unklar. Die einzelnen Episoden von The Resistance sind jedoch auf diversen Fanhomepages auch für Webbenutzer außerhalb der USA zum Herunterladen verfügbar.
Alle zehn Webisodes liegen als Bonusmaterial auf der zweiten Disc der deutschen DVD-Box vor, die die ersten zehn Episoden der dritten Staffel von „Battlestar Galactica“ enthält.

### Dritte Staffel
Die dritte Staffel wurde – mit einem Monat Pause nach der 11. Episode – vom 6. Oktober 2006 bis zum 25. März 2007 auf dem amerikanischen „SciFi-Channel“ ausgestrahlt. Die deutsche Erstausstrahlung erfolgte ab dem 16. November 2007 auf Premiere. Im Free-TV war die dritte Staffel ab 18. Februar 2009 bei RTL 2 zu sehen.
Inzwischen ist sie in Deutschland auf DVD mit deutscher Tonspur erhältlich (September/Oktober 2009).

### Razor/Flashbacks
Razor (auch Auf Messers Schneide) ist ein separater Fernsehfilm zur Serie, der sich rund um die Geschichte des Kampfsterns Pegasus dreht. Chronologisch reiht sich Razor nach der Episode 17 der zweiten Staffel ein. Begleitet wurde die Erstausstrahlung von einer weiteren, diesmal siebenteiligen Serie von Mini-Episoden mit dem Titel Flashbacks, die in der Zeit des ersten Zylonenkrieges spielen. Jedoch endet der Handlungsrahmen dieser Mini-Episoden kurze Zeit vor den Ereignissen, die im zweiteiligen Pilotfilm aus dem Jahr 2003 erzählt werden. Der TV-Film wurde am 24. November 2007 erstmals im amerikanischen Fernsehen ausgestrahlt. Die Flashbacks wurden vom 5. Oktober bis 16. November 2007 jeden Freitag als zweiminütige Kurzfolge während der Ausstrahlung von Flash Gordon gesendet. In Deutschland war Razor am 24. Februar 2010 bei RTL 2 zu sehen. Die Flashbacks sind auf der DVD-Veröffentlichung des Films in den USA, Großbritannien und Deutschland (mit deutschem Untertitel) enthalten.

### Vierte Staffel
Bereits vor der Veröffentlichung der vierten Staffel gaben die Produzenten bekannt, dass es die letzte Staffel sein werde und der Handlungsbogen zu einem Ende komme. Zunächst wurden wegen des Streiks der US-Drehbuchautoren allerdings nur zehn Folgen abgedreht, und die Produktion stoppte für mehrere Monate. Die Staffel startete am 4. April 2008 und endete auch vorerst nach Ausstrahlung der zehnten Folge am 14. Juni 2008. Die zweite Staffelhälfte, die ebenfalls aus zehn Episoden besteht, startete am 16. Januar 2009 und endete am 20. März 2009. Die deutsche Erstausstrahlung des ersten Teils erfolgte ab dem 15. November 2008 auf FOX Channel. Die zweite Hälfte wurde dort ab dem 15. September 2009 gezeigt. Im deutschen Free-TV lief die vierte Staffel ab dem 3. März 2010 bei RTL 2.

### The Face of the Enemy
Die mehrmonatige Pause in der vierten Staffel wurde wieder durch eine zehnteilige Online-Serie, mit Episoden zwischen drei und sechs Minuten Länge, überbrückt. Die Mini-Serie spielt in einem außer Gefecht gesetzten Raptor, der von der Flotte getrennt wurde. An Bord befinden sich Lt. Felix Gaeta und zwei Modelle der „Nummer 8“ sowie mehrere andere Menschen. Unter mysteriösen Umständen beginnen die Besatzungsmitglieder zu sterben.

### The Plan
2008 begannen die Dreharbeiten zu einem zweiten abendfüllenden Spielfilm, Regie führte Edward James Olmos. Die Direct-to-Video-Veröffentlichung erfolgte am 27. Oktober 2009, die Erstausstrahlung auf Syfy erfolgte am 10. Januar 2010.
Der Film greift die Ereignisse bis etwa zum Ende der zweiten Staffel aus der Sicht von zwei Zylonen-Agenten des Modells „1“ auf (Bruder Cavil). Der eine koordiniert die Aktionen der in der Flotte versteckten Zylonen-Agenten und will durch ihre Anschläge (z. B. Selbstmordattentate und das Attentat auf Adama) den Genozid an der Menschheit vollenden, der andere infiltriert die Widerstandszelle von Sam Anders auf Caprica. Durch den Film werden bestimmte „Lücken“ der Serie aufgefüllt, vor allem bezüglich der Motivation der Zylonen.
Der Film besteht etwa zur Hälfte aus neuem Material, zur anderen Hälfte aus zusammengeschnittenen Szenen der Serie.

### Blood & Chrome
Bereits im Sommer 2010 wurde an einer weiteren Prequel-Serie gearbeitet, die den Titel Blood & Chrome tragen sollte. Dies wurde der Öffentlichkeit durch Produzent Michael Taylor bekannt, der auch die Drehbücher verfasste. Noch im Herbst 2010 bestätigten SyFy das Projekt mit der Bestellung eines zweistündigen Pilotfilms. Regie führte Jonas Pate, die Hauptrolle als junger Adama übernahm Luke Pasqualino. Nachdem die Dreharbeiten im Frühjahr 2011 abgeschlossen waren, rückten SyFy aber von ihrem Serienvorhaben ab. Stattdessen kündigte SyFy-Präsident Mark Stern auf der Comic-Con in San Diego an, das gedrehte Material als Webserie verwenden zu wollen, was im März 2012 letztendlich bestätigt wurde.
Ab November 2012 wurde Blood & Chrome wöchentlich mit circa 12-minütigen Clips auf dem YouTube-Kanal von Machinima online gestellt. Letztendlich wurde die Webserie als ursprüngliche Filmversion auf Druck der Fans hin doch noch im Herbst 2013 auf SyFy mit überarbeiteten Spezialeffekten ausgestrahlt. Diese Version kam einige Zeit später auch in den Handel. In Deutschland ist Blood & Chrome seit Frühjahr 2016 erhältlich. Die deutsche Free-TV-Premiere fand am 4. Juni 2018 auf Tele 5 statt.
Inhaltlich ist Blood & Chrome circa 30 Jahre vor der Hauptserie angesiedelt und soll eine lose Brücke zwischen Caprica und Battlestar Galactica bilden. Darin befinden sich die 12 Kolonien schon seit 10 Jahren im Krieg gegen die Zylonen, als der junge Kampfpilot William „Husker“ Adama auf die Galactica versetzt ist. Damals eines der modernsten Schiffe der Flotte. Er wird dem erfahrenen Piloten Coker zugeteilt, die gemeinsam eine Routinemission erledigen sollen, wobei sie eine gewisse Dr. Beka Kelly unterstützen sollen. Doch während dieser Missionen werden sie in feindliche Aktivität hineingezogen, die den Krieg entscheiden könnten.

### Neuverfilmung
Universal plant eine Neuverfilmung des Stoffs, an der Drehbuchautor Jack Paglen („Transcendence“) sowie der Produzent der Originalserie – Glen A. Larson – beteiligt seien. Larson verstarb jedoch im November 2014. Zur Besetzung und Handlung sind noch keine Details bekannt.

## Besetzung
Mit Mary McDonnell, sie spielt das zivile Oberhaupt der Flotte, und Edward James Olmos als Kommandeur der Galactica führen zwei sehr erfahrene Schauspieler die sonst junge Riege an, die aus den USA, Kanada und England stammt. Mit Richard Hatch spielt auch einer der Hauptdarsteller der Originalserie mit. Spielte er im Original Captain Apollo, Sohn des Kommandanten Adama, verkörperte er nun bei seinen Gastauftritten die Figur des Terroristen und späteren Politikers Tom Zarek.
Die Serie wurde bei Dubbing Brothers in München synchronisiert. Michael Brennicke schrieb zusammen mit Carina Krause die Dialogbücher und führte die Dialogregie.
| Edward James Olmos | William „Bill“ Adama                                            | Thomas Fritsch           | ja   | ja   | ja | ja   | ja   |
| Mary McDonnell     | Laura Roslin                                                    | Kornelia Boje            | ja   | ja   | ja | ja   | ja   |
| Michael Hogan      | Saul Tigh                                                       | Erich Ludwig             | ja   | ja   | ja | ja   | ja   |
| Kate Vernon        | Ellen Tigh                                                      | Viktoria Brams           | nein | ja   | ja | ja   | ja   |
| Katee Sackhoff     | Kara „Starbuck“ Thrace                                          | Katrin Fröhlich          | ja   | ja   | ja | ja   | ja   |
| Jamie Bamber       | Lee „Apollo“ Adama                                              | Philipp Moog             | ja   | ja   | ja | ja   | ja   |
| James Callis       | Dr. Gaius Baltar                                                | Manou Lubowski           | ja   | ja   | ja | ja   | ja   |
| Tricia Helfer      | Nummer Sechs                                                    | Elisabeth Günther        | ja   | ja   | ja | ja   | ja   |
| Grace Park         | Sharon „Boomer“ Valerii / Nummer Acht / Sharon „Athena“ Agathon | Shandra Schadt           | ja   | ja   | ja | ja   | ja   |
| Kandyse McClure    | Anastasia „Dee“ Dualla                                          | Natascha Geisler         | ja   | ja   | ja | ja   | ja   |
| Paul Campbell      | Billy Keikeya                                                   | Stefan Günther           | ja   | ja   | ja | nein | nein |
| Aaron Douglas      | Galen „Chief“ Tyrol                                             | Florian Halm             | ja   | ja   | ja | ja   | ja   |
| Nicki Clyne        | Cally Henderson / Cally Tyrol                                   | Kathrin Gaube            | ja   | ja   | ja | ja   | ja   |
| Alessandro Juliani | Felix Gaeta                                                     | Philipp Brammer          | ja   | ja   | ja | ja   | ja   |
| Richard Hatch      | Tom Zarek                                                       | Wolfgang Müller          | nein | ja   | ja | ja   | ja   |
| Tahmoh Penikett    | Karl C. „Helo“ Agathon                                          | Hubertus von Lerchenfeld | ja   | ja   | ja | ja   | ja   |
| Lucy Lawless       | D’Anna Biers (Die Reporterin) / Nummer Drei                     | Claudia Lössl            | nein | nein | ja | ja   | ja   |
| Dean Stockwell     | John Cavil / Nummer Eins                                        | Volker Brandt            | nein | nein | ja | ja   | ja   |
| Michael Trucco     | Samuel T. Anders                                                | Crock Krumbiegel         | nein | nein | ja | ja   | ja   |

## Das Galactica-Universum

### Handlung
Battlestar Galactica spielt in einer technisch hochentwickelten menschlichen Kultur vor dem Hintergrund eines Konfliktes zwischen Menschen und Maschinenwesen, intelligenten Maschinen – den „Zylonen“ –, die sich gegen ihre Schöpfer – die Menschen – erhoben haben. In einem ersten Krieg 40 Jahre vor Beginn der Handlung wurden die Zylonen, die von den Menschen als mechanische Roboter geschaffen worden waren, zurückgedrängt und ein Waffenstillstand vereinbart, der zu Beginn der Serie durch einen Überraschungsangriff der Zylonen gebrochen wird. Innerhalb weniger Stunden sterben Milliarden von Menschen, als die zwölf von den Menschen bewohnten Planeten – die zwölf Kolonien – mit Nuklearwaffen angegriffen werden. Die Raumflotte der zwölf Kolonien wird durch einen Computervirus faktisch ausgeschaltet und von den Zylonen vernichtet. Zwei militärische Raumschiffe („Kampfsterne“ genannt) – die Pegasus und Galactica –, sowie eine kleine Zahl ziviler Transporter und Frachter mit insgesamt knapp 50.000 Überlebenden entkommen der Vernichtung.
Während die Galactica mit einem Konvoi ziviler Raumschiffe vor den Zylonen flieht und nach einem geeigneten Ort – insbesondere der in alten Mythen der Kolonisten als dreizehnte Kolonie erwähnten „Erde“ – für den Aufbau einer neuen Kolonie sucht, versucht die Befehlshaberin des Kampfsterns Pegasus – der dem Zuschauer erst im Verlauf der Serie enthüllt wird – mittels Guerilla-Taktiken den Krieg weiterzuführen. Schon durch die Vernichtung ihrer Heimat schwer traumatisiert, müssen die Menschen feststellen, dass sich die Zylonen weiterentwickelt haben. Aus mechanischen Robotern wurden teils organische Androiden, die sich bis auf die Tatsache, dass die jeweiligen Baureihen identische Körper besitzen, in nichts von Menschen unterscheiden. Zudem müssen die sich gegenseitig als Zylonen verdächtigenden Menschen erfahren, dass ihre Gegner unsterblich sind, da sie nach ihrem Tod einfach in einem neuen Körper wieder aufwachen können, wenn das „Auferstehungsschiff“ in der Nähe ist. Auch der Zuschauer kennt nur einen Teil dieser Modelle, die im Laufe der Serie nach und nach enthüllt werden; vier der für die Handlung besonders bedeutenden „Letzten Fünf“ werden erst zum Ende der dritten, der letzte erst im Verlauf der vierten und letzten Staffel bekannt.
Im Verlauf der Serie spielen der stückweise Wiederaufbau einer funktionierenden Gesellschaftsstruktur und die damit einhergehenden Probleme eine Rolle. Insbesondere das Aufeinandertreffen von militärischen Strukturen, ziviler Politik und Religion verursacht immer wieder Spannungen im Konvoi der Galactica und unter den Hauptfiguren. Thematisiert werden z. B. der Umgang und Stellenwert der – vor allem an den griechisch-römischen Polytheismus angelehnten – Religion der Kolonisten, das Verhältnis von demokratisch gewählten Regierungsorganen und der militärischen Hierarchie, die ethische Zulässigkeit von Lynchjustiz, Folter oder militärisch angeordneten Selbstmordattentaten und Abtreibung. In Bezug auf die Religion fällt der geradezu radikale Gottesglaube der monotheistisch orientierten Zylonen gegenüber den liberaleren polytheistischen Menschen auf. Ihr Vernichtungsschlag gegen die Menschheit wurzelte in der Überzeugung, dass die Menschen der Liebe des einen Gottes unwürdig seien und durch ihre Sünden den moralisch überlegenen Zylonen zu weichen hätten. Im Laufe der Serie revidieren jedoch einige Zylonen ihre Auffassung vom Willen Gottes. Ein weiteres religiöses Motiv stellen die Heimsuchungen von Gaius Baltar durch Engelserscheinungen in Form seiner zylonischen Geliebten dar. Weder ihm noch den Zuschauern ist klar, ob es sich dabei um eine tatsächliche Erscheinung handelt oder einen psychotischen Zustand; Baltar ist traumatisiert, nachdem ihm klar geworden ist, dass er seiner zylonischen Geliebten – ohne es zu wissen – Zugang zum Verteidigungssystem der zwölf Kolonien ermöglicht hat und er so der eigentliche Verantwortliche für den Tod von Milliarden von Menschen ist. Im Lauf der Serie wird aus dem Atheisten Baltar nach dem Ende seiner politischen Karriere der Gründer der Religion der Liebe und Vergebung, in deren Mittelpunkt der Gott der Zylonen steht, die aber letztlich an der gewalttätigen Umwelt scheitert. Auch Konflikte unter den Zylonen, die sich im Verlauf der Serie in zwei sich bekämpfende Fraktionen spalten, treiben die Handlung voran.
Am Ende der Serie erfahren die Zuschauer, dass die von den Kolonisten gesuchte „Erde“ in einem vor 2000 Jahren stattgefundenen atomaren Krieg verseucht wurde. Bei dieser Erde handelt es sich wegen der zwölf passenden Sternkonstellationen um die gesuchte dreizehnte Kolonie. In dieser lebten allerdings ausschließlich Zylonen menschlicher Gestalt, alternd und sich fortpflanzend. Nachdem es den Kolonisten und den mit ihnen verbündeten Zylonen (allen voran den „Letzten Fünf“) gelungen ist, die feindlichen Zylonen auszuschalten, finden sie endlich eine „neue“ Erde, die zufällig mit Urmenschen besiedelt ist, die genetisch kompatibel mit den Kolonisten sind. Die Menschen sowie die menschlichen Zylonen (Replikanten) beschließen, dort noch einmal ganz von vorn anzufangen, insbesondere ohne fortgeschrittene Technik. Die Navigationscomputer der Flotte werden mit dem System der Galactica gekoppelt und von Sam Anders, einem der „Letzten Fünf“, in die Sonne gesteuert. Den überlebenden Zenturios der mit den Menschen verbündeten Fraktion wird das Basisschiff überlassen, mit dem sie davonfliegen.
Die Menschen und die verbleibenden zylonischen Replikanten lassen sich gemeinsam auf der Erde nieder, wodurch sie zusammen mit den eigentlichen Ureinwohnern der Erde die Stammeltern der irdischen Menschheit werden. Damit besteht die sich daraus entwickelnde menschliche Rasse (nach 150.000 Jahren) aus Hybriden zwischen Zylonen, Kolonisten und Ureinwohnern der Erde. Die Mensch-Replikant-Hybridin Hera wird zum genetischen Schlüssel für die Fortpflanzung zwischen allen drei Gruppen: den Kolonisten, den verbleibenden zylonischen Replikanten und den Ureinwohnern der Erde.
Ein wesentlicher Teil der Religion von Zylonen und Menschen ist, dass sich alles Geschehene wiederholt: „All dies ist schon einmal passiert. All dies wird wieder geschehen.“ In der letzten Szene sieht man wie sich zwei geisterhafte Versionen von Baltar und seiner zylonischen Geliebten im modernen Manhattan unterhalten, während gegenwärtige Fortschritte in der Robotik präsentiert werden.

### Die Menschen

#### Die zwölf Kolonien

Karte der Zwölf Kolonien

Nach dem Verlassen des gemeinsamen Ursprungsplaneten Kobol wurden von den Menschen zwölf andere Planeten besiedelt. Eine legendäre 13. Kolonie ist die „Erde“. Die zwölf Kolonien werden politisch von einem Präsidenten mit einem Kabinett als Exekutive und dem „Quorum der Zwölf“, in das jeder Planet einen Vertreter entsendet, als Legislative geführt. Dennoch existierten zwischen den Kolonien starke politische, soziale und kulturelle Unterschiede. Die Namen der Kolonien sind Abwandlungen der im englischen Sprachraum üblicherweise verwendeten lateinischen Namen der zwölf Tierkreiszeichen des Zodiaks.
| Flagge                | Name der Kolonie            | lateinischer Name des Sternbildes | deutscher Name des Sternbildes |
| --------------------- | --------------------------- | --------------------------------- | ------------------------------ |
| Flagge von Aerilon    | Aerilon                     | Aries                             | Widder                         |
| Flagge von Aquaria    | Aquaria                     | Aquarius                          | Wassermann                     |
| Flagge von Canceron   | Canceron                    | Cancer                            | Krebs                          |
| Flagge von Caprica    | Caprica                     | Capricornus                       | Steinbock                      |
| Flagge von Geminon    | Gemenon (dt. Geminon)       | Gemini                            | Zwillinge                      |
| Flagge von Leonis     | Leonis                      | Leo                               | Löwe                           |
| Flagge von Liberon    | Libran (dt. Liberon)        | Libra                             | Waage                          |
| Flagge von Picon      | Picon                       | Pisces                            | Fische                         |
| Flagge von Sagittaria | Sagittaron (dt. Sagittaria) | Sagittarius                       | Schütze                        |
| Flagge von Scorpia    | Scorpia                     | Scorpio                           | Skorpion                       |
| Flagge von Tauron     | Tauron                      | Taurus                            | Stier                          |
| Flagge von Virgon     | Virgon                      | Virgo                             | Jungfrau                       |

#### Militärische Struktur

Emblem des BSG-75-Kampfsterns Galactica

Kampfsterne (Battlestars) waren das Rückgrat der ehemaligen kolonialen Flotte. Sie stellen eine Mischung aus Weltraum-Flugzeugträger und Schlachtschiff dar. Sie sind selten allein im Einsatz, sondern haben üblicherweise eine Begleitflotte, die Battlestar Group (BSG). Im Gegensatz zu den zylonischen Basisschiffen, welche eher der heutigen Vorstellung von Flugzeugträgern entsprechen, sind Kampfsterne auch mächtige Schlachtschiffe und einem zylonischen Basisschiff im direkten Feuergefecht weit überlegen. Selbst für die alte Galactica stellen erst mindestens drei Basisschiffe eine ernste Gefahr dar. Die Kampfsterne sind in Typklassen eingeteilt, die sich geringfügig unterscheiden. Die Galactica ist zu Beginn der Handlung technisch veraltet und steht vor ihrer Ausmusterung. Alle Kampfsterne beherbergen eine Flotte von Viper-Kampfjägern und Raptor-Aufklärern/Bombern.
Über die Anzahl der Kampfsterne (ca. 120) gibt es nur einen indirekten Hinweis im Pilotfilm. Kara Thrace kommentiert den Verlust von 30 Kampfsternen mit: „Das ist ja ein Viertel der Flotte“.
Namentlich bekannt sind neben der Galactica:
- Pegasus: Wird in der 10. Folge der zweiten Staffel von der Flotte gefunden. Sie wird bei der Flucht von Neu Caprica von Lee Adama in einem Kamikaze-Einsatz geopfert.
- Akropolis, Atlantia, Columbia, Pacifica und Solaria werden im Pilotfilm während des Angriffs der Zylonen im Funkverkehr erwähnt oder als Verlust gemeldet.
- Vortex und Uned: Stehen auf einem Bericht, den Dualla an Gaeta während des Angriffs weiterreicht.
- Valkyrie: wird in der 8. Folge der dritten Staffel erwähnt. Wurde ehemals von Adama befehligt.

Dienstgrade der Serie sind eine Mischung aus Dienstgraden der US Navy und der US Marines, die aus der Original-Serie übernommen wurde:
Offiziere
- Admiral (Befehlshaber über mehrere Kampfsterne)
- Commander (Befehlshaber eines einzelnen Kampfsterns)
- Colonel
- Major
- Captain
- Lieutenant
- Lieutenant (junior grade)
- Ensign

Unteroffiziere bzw. Mannschaften
- Master Chief Petty Officer
- Chief Petty Officer
- Petty Officer (1st, 2nd Class)
- Specialist
- Deck Hand
- Recruit

### Zylonen
Die Zylonen (engl. Cylon = Cybernetic Life Form Node) sind humanoide Roboter bzw. Androiden, die sich gegen ihre Erbauer, die Menschen der zwölf Kolonien von Kobol, auflehnen. Frühe Exemplare der Zylonen entsprachen den gängigen Vorstellungen von behäbigen Robotern. Die neueren Modelle weisen eine filigranere Körperform auf. Die mechanischen Zylonen (sog. Zenturios) und halborganischen Raider-Raumschiffe (kurz: Raider), beide jeweils primär für den Kampfeinsatz konzipiert, besitzen anstelle von Augen ein rotes Lauflicht in einer Art Visier. Die Zenturios sind wie die zylonischen Replikanten zumindest zu primitiven Gefühlen fähig. Diese werden aber, um ihrer Loyalität sicher zu sein, durch ein spezielles Bauteil, den Telecenphatic Inhibitor, ausgeschaltet. Zu Beginn der vierten Staffel entwickeln die Raider ihren eigenen freien Willen, dem mit einer Lobotomie entgegnet werden soll. Die Raider besitzen wie die zylonischen Replikanten sogar ein lernfähiges Bewusstsein, das im Falle ihres Todes in eine neue „Hülle“ geladen wird und somit über den „körperlichen Tod“ hinaus weiter existiert. Ein „Scar“ genannter Raider beispielsweise wird aufgrund dieser Erfahrungen und dadurch steigenden taktischen Fähigkeiten zu einer ernsten Gefahr für die Patrouillen der Flotte und kann erst durch einen Hinterhalt ausgeschaltet werden.

#### Die zwölf Modelle
Mit dem zweiten, vernichtenden Angriff der Zylonen auf die zwölf Kolonien wurde bekannt, dass die Zylonen auch eine neue, organische Variante entwickelt haben. Diese sind äußerlich und auch organisch praktisch nicht von Menschen zu unterscheiden. Einzig die Tatsache, dass sie in bestimmter Strahlung, die Menschen nichts anhaben kann, erkranken, und synthetische Verbrennungsrückstände machen eine Identifizierung möglich, oder sie geben es selbst zu. Es existieren insgesamt zwölf verschiedene Modelle. Von sieben Grundmodellen gibt es beliebig viele Exemplare, die durch Klonen reproduziert werden können. Von den übrigen fünf, den sogenannten „Letzten Fünf“ (im englischen Original „Final Five“), existiert jeweils nur ein Exemplar. Die sieben Grundmodelle sind bis zum Ende der zweiten Staffel alle bekannt; bis zu diesem Zeitpunkt wissen diese sieben nichts Näheres über die anderen fünf, außer dass es sie gibt. Vier der „Letzten Fünf“ tauchen zum Ende der dritten Staffel auf (XO Saul Tigh, Chief Galen Tyrol, Roslins Assistentin Tory Foster und Starbucks Mann Samuel Anders), die Identität des letzten Modells (Ellen Tigh) wird erst im Laufe der vierten Staffel enthüllt.
Über die Motivation der Zylonen bleibt der Zuschauer zunächst im Unklaren. Zu Beginn der ersten Staffel scheint es – wie im ersten Zylonenkrieg – die Ausrottung der Menschheit zu sein. Im Laufe der Serie erfährt man, dass die Zylonen Monotheisten sind, im Gegensatz zu den polytheistischen Menschen der zwölf Kolonien. Sie glauben aber, als Maschinen keine Seele zu haben, und wollen sich die Gunst ihres Gottes erkämpfen. Einen Ausweg sehen sie in der Schaffung eines Hybriden – ein Nachkomme gezeugt durch einen Zylonen und einen echten Menschen. Teilweise versuchen sie, die Menschen zu ihrem Glauben zu bekehren.
Im Laufe der vierten Staffel erfahren Zylonen, Menschen und auch der Zuschauer, dass die „Letzten Fünf“ ursprünglich von der Erde stammen und die letzten Überlebenden eines dort vor 2000 Jahren stattgefundenen Zylonenkrieges sind. Sie sind zu ihren „Verwandten“ in den zwölf Kolonien gereist, haben sie mit der Methode der organischen Replikation bekannt gemacht und dafür den Waffenstillstand mit den Menschen durchgesetzt. Die „Letzten Fünf“ sind somit die Schöpfer der sieben anderen Modelle.
Die sieben Modelle bilden den Grundpfeiler einer quasidemokratischen Zylonengesellschaft. Jedes Modell bildet hierbei eine eigene Fraktion mit gleichem Stimmrecht, da gleiche Modelle sich in hohem Maße ähnlich sind und meist einheitliche Entscheidungen zu treffen scheinen, offensichtlich auch in größerem Maße ein kollektives Bewusstsein teilen. Die Zenturios sind den organischen Modellen untergeordnet. Ein oberster Anführer der Zylonen ist nicht zu erkennen, jedoch scheint das Modell Cavil die treibende Kraft hinter den Kriegsplänen zu sein, zumal das Cavil-Modell als einziges noch von seinen Eltern, den „Letzten Fünf“, weiß.

#### Ursprung der „Letzten Fünf“
Als die Flotte Mitte der vierten Staffel die in einem Nuklearkrieg zerstörte Erde erreicht, stellt sich heraus, dass der 13. Stamm, der vor Jahrtausenden Kobol verlassen hat, aus Zylonen bestand (von den Menschen auf Kobol geschaffen), die sich von den modernen Zylonen unterschieden. In den Rückblenden der „Letzten Fünf“ (engl. „Final Five“) sieht man die Erde 2000 Jahre zuvor während der nuklearen Katastrophe. Ebenso wird eine Gesellschaft gezeigt, die der in den 12 Kolonien nicht unähnlich ist. Es sind wesentlich mehr Zylonenmodelle zu sehen als die überlebenden Fünf, auch Kinder.
Die „Letzten Fünf“ benötigten 2000 Jahre, um von der zerstörten Erde zu den Kolonien zu gelangen, da sie noch keinen FTL-Antrieb besaßen und somit nur mit Unterlichtgeschwindigkeit reisen konnten. Um zu überleben, nutzten sie während des Fluges die Technik der „Auferstehung“. Sie erreichten die Kolonien während des ersten zylonischen Krieges und bewegten die Zenturios, die Kämpfe einzustellen, indem sie ihnen im Gegenzug die „Auferstehung“ gaben; jeder dieser Fünf trägt ein Stück des Bauplans in sich. Außerdem halfen sie den Zylonen, die bis jetzt nur lebensfähige aber nicht fühlende und intelligente Hybriden schaffen konnten, acht Mensch-Zylon-Modelle zu erschaffen. Das achte Model – Daniel (eigentlich Modell Nummer 7) – wurde aber von Cavil sabotiert, da er es nicht ertragen konnte, dass Ellen Daniel mehr mochte. Cavil, als treibende Kraft hinter den Kriegsplänen, gelang es schließlich, die letzten Fünf auszuschalten, ihre Erinnerungen zu verschließen und sie ohne Wissen um ihre Identität einige Jahre nach dem Waffenstillstand zu den menschlichen Kolonien abzuschieben. Hierdurch ging den Zylonen das Wissen um die „Auferstehung“ verloren. Das wird Cavil erst bewusst, nachdem das Auferstehungszentrum zerstört worden ist. Durch Cavils Zutun, weil er ihre Erinnerungen verschließt, wird dies zunächst unmöglich gemacht. Er ist das einzige Modell, das sich weiterhin an sie erinnert.

#### Zylonenflotte
Die zylonische Flotte besteht aus einer unbekannten Anzahl großer und kleiner Schiffe, dazu zählen die Basisschiffe, die als klassische Träger ausgebildet sind und von einem mit dem Schiff verbundenen Zylonenhybriden gesteuert werden. Das Rückgrat der Kampfverbände bilden die sogenannten Jäger (engl. „Raider“) und die schweren Jäger. Schließlich sind die Auferstehungsschiffe (engl. „Resurrection Ships“) zu erwähnen, auf denen die Klone der menschlichen Zylonen sowie die Hüllen der Jäger gebaut bzw. aufbewahrt werden, bis sie für einen neuen Einsatz gebraucht werden. Das zweitgrößte Schiff der Zylonen ist das sogenannte Auferstehungszentrum (engl. „Resurrection Hub“), welches als Steuerungseinheit des gesamten Auferstehungsprozess die Auferstehungsschiffe vernetzt. Erst am Ende der letzten Staffel erfährt man von der Existenz der „Kolonie“, welches das größte Schiff der Zylonenflotte darstellt und gleichzeitig als deren Heimat zu verstehen ist. Diese hat jedoch eher die Merkmale einer Raumstation, da sie sich in einem festen Orbit um ein Schwarzes Loch befindet.

## Auszeichnungen (Auswahl)
Emmy Awards
- 2007 – Auszeichnung in der Kategorie Outstanding Special Visual Effects for a Series für die Episode „Exodus, Part 2“
- 2008 – Erneute Auszeichnung in der Kategorie Outstanding Special Visual Effects for a Series für die Episode „He That Believeth in Me“

Hugo Awards
- 2005 – Auszeichnung in der Kategorie Best Dramatic Presentation – Short Form für die Episode „33“.

Saturn Awards
- 2006 – Auszeichnung für James Callis als Bester Nebendarsteller, Katee Sackhoff erhielt einen Saturn Award als Beste Nebendarstellerin. Die Serie wurde mit einer Auszeichnung in der Kategorie Best Syndicated/Cable Television Series ausgezeichnet.
- 2007 – Die Serie wurde wiederholt als Best Syndicated/Cable Television Series ausgezeichnet.

Sonstige
- Die Serie wurde vom Time-Magazin zur besten Fernsehserie 2005 gekürt.
- Die Serie wurde 2005 mit dem Peabody Award ausgezeichnet.
- 2007 bis 2010 gewann die Serie viermal hintereinander den Curt-Siodmak-Preis.

## Verschiedenes
- Auch wenn die Serie eine neue Geschichte erzählt, gibt es im gesamten Verlauf dennoch immer wieder Parallelen und Anspielungen auf das Original.
  - So wird beispielsweise während der Stilllegungszeremonie die Titelmusik der alten Serie angespielt, und veraltete Zylonenmodelle aus dem ersten Krieg und deren Schiffe erinnern sehr stark an die Vorlage.
  - Richard Hatch in der Rolle des Terroristen und Politikers Tom Zarek spielte bereits in der Originalbesetzung von „Kampfstern Galactica“ von 1978/79 die Rolle von Captain Apollo, Sohn von Commander Adama und eine der wichtigsten Hauptfiguren der damaligen Serie.
  - In der originalen Serie Kampfstern Galactica waren die Zylonen außerirdische Wesen und nicht von den Menschen erschaffene künstliche Intelligenzen. Sie benutzten aber eine Armee von humanoiden Robotern (die Zenturios), welche sich gegen ihre Erschaffer erhoben und diese vernichteten. Das dadurch entstandene Roboterimperium ist dabei der Antagonist der menschlichen Kolonien.
- Ebenso gibt es einige Anspielungen auf Star Trek. Sie sind ein Verweis auf Ronald D. Moores Zeit bei Star Trek.
  - Die Schiffe der Flotte nutzen den (fiktiven) Treibstoff Tylium für ihren Antrieb. Tylium wird ebenfalls in der SciFi-Serie Star Trek: Raumschiff Voyager auf den Schiffen der Hirogen zur Energieversorgung verwendet.
  - In der Episode „Die Verblendeten“ (4x03, „The Ties That Bind“) der vierten Staffel treffen sich vier der „Letzten Fünf“ in einer Waffenkammer mit der Nummer 1701D, der Registrierungsnummer der USS Enterprise aus Raumschiff Enterprise – Das nächste Jahrhundert. Die Enterprise selbst taucht häufig im Hintergrund als Teil der Flotte auf.
  - Der Titel der Episode „Rat mal, was zum Essen kommt“ (4x07, „Guess What’s Coming to Dinner“) ist angelehnt an eine Aussage von Commander Pavel Chekov aus dem Star-Trek-Film Das unentdeckte Land, der mit dieser Aussage die baldige Ankunft einiger Klingonen zum Abendessen auf der Enterprise kommentiert. Dies wiederum ist eine Anspielung auf den Film Rat mal, wer zum Essen kommt.
- Auf andere Serien finden sich ebenfalls Anspielungen und Parallelen.
  - Als sich Laura Roslin im Pilotfilm rückblickend an eine Arztpraxis erinnert, sieht man durch die Fenster verschiedene Raumschiffe über Caprica hinwegfliegen, unter anderem die Serenity aus der Serie Firefly – Der Aufbruch der Serenity.
  - Der ab Folge 10 der zweiten Staffel auftauchende Kampfstern Pegasus benutzt nicht die Sets der Galactica. Man verwertete günstig erworbene Kulissen, die ursprünglich für die Serie The Robinsons – Lost in Space (ein Remake der 1960er-Jahre-Serie Lost in Space) angefertigt wurden.
  - Einige der Schauspieler begegneten sich schon früher in der Serie Dark Angel von James Cameron. Darunter sind Simon (in den letzten beiden Folgen der zweiten Staffel als Detective), Leoben (als Sheriff) und Chief Tyrol (als Hotelpage) in derselben Folge der zweiten Staffel. Ebenso Anastasia Dualla (als Blinde „Freundin“ von Joshua der zweiten Staffel), Felix Gaeta (arbeitet bei Jam Pony) und Tory Foster (befreundete Ärztin von Logan Cale alias Eyes Only der zweiten Staffel).
- Battlestar Galactica wurde seit Staffel 1 auf digitalen Kinokameras von Sony in HDCAM gedreht.
- Kameramann Steve McNutt fertigt, was sehr ungewöhnlich ist, die Farbkorrektur schon beim Drehen mit seiner Sony F900-HDCAM-Kamera. Üblicherweise wird die Farbkorrektur erst im Studio nach dem Drehen angefertigt.
- Die computergenerierten Weltraumsequenzen sind verwackelt und werden völlig amateurhaft schnell geschwenkt und gezoomt, als wollte man den Eindruck erwecken, ein Tourist würde sie zufälligerweise gerade mit seiner Videokamera einfangen. Dieses Stilmittel kommt auch bei verschiedenen Dialogszenen zum Einsatz, insbesondere in den ersten Staffeln. Bei computergenerierten Szenen ist dies mit zusätzlichem Arbeitsaufwand verbunden und entspricht nicht den klassischen Regeln der Kameraarbeit, beim Filmen und Schneiden abrupte Änderungen der Perspektive zu vermeiden.
  - Anders als bei vielen anderen Sci-Fi-Serien werden für Außenaufnahmen im All nur stark gedämpfte Geräusche eingesetzt, was die Wirkung realistischer werden lässt, ohne komplett darauf zu verzichten.
- Die Außenaufnahmen auf Caprica in der ersten Staffel wurden in Vancouver gedreht. Zu sehen ist unter anderem die Stadtbibliothek in Form eines Kolosseums und das Hochhaus der Scotiabank.
- Der markant fremdartig wirkende Gesang aus dem deutschen Vorspann aller vier Staffeln der Serie ist eine Vertonung des Gayatri-Mantras, der bedeutendsten vedischen Hymne im Hinduismus.
- Im Rahmen des Vorspanns werden, mit Ausnahme weniger Folgen zu Beginn der zweiten und dem Ende der vierten Staffel, einige markante Szenen der jeweiligen Episode in rasanter Abfolge vorweggenommen (Spoiler).
- In der letzten Sequenz der letzten Folge der vierten Staffel ist als Passant Produzent Ron Moore zu sehen, der in einem Magazin einen Artikel über den archäologischen Fund einer jungen Frau (Hera) in Afrika liest.
- Battlestar Galactica besitzt ein für Sci-Fi-Serien ungewöhnliches Design: Obwohl die Serie weder auf der Erde noch in unserer Gegenwart spielt, werden eher typische Gegenstände und Gestaltungselemente aus dem Beginn des 21. Jahrhunderts verwendet, insbesondere was Zivilbekleidung (klassische Anzug-Krawatte-Kombination), Fahrzeuge (Humvees) und Waffen angeht. Auch Telefone, Taschenmesser oder Särge sehen denen des 20. Jahrhunderts sehr ähnlich. Im Prequel Caprica wird für den Automobilverkehr ein leichter Verfremdungseffekt dadurch erzeugt, dass hauptsächlich alte europäische Automodelle gezeigt werden, die dem amerikanischen Zuschauer eher unbekannt sein dürften.
  - Papiere, Fotos und Bildschirme wurden regelmäßig verfremdet, indem diese durch abgeschnittene Ecken zu ungleichmäßigen Achtecken gemacht wurden, auch wenn dies, beispielsweise bei offenbar ausgeworfenem Endlospapier, nicht immer sinnvoll erscheint.
- Die Zylonen werden von den Menschen oft als „Toaster“ bezeichnet. In einer Einstellung sieht man einen Toaster, der tatsächlich wie der Kopf eines Zenturios mit dem typischen LED-Blinklicht aussieht. Im NBC-Universal Store gab es eine auf 2.000 Exemplare limitierte Replik eines solchen Toasters[21] und ein Poster[22] mit der Evolution der Zylonen vom Toaster zum organischen Modell zu kaufen.

## Medien

### Comic
- Joshua Ortega, Eric Nylund, Nigel Raynor und Stephen Segovia: Battlestar Galactica: The Cylon Wars. Dynamite Entertainment 2009, ISBN 1-60690-037-4 (englisch, Comic)

### Bücher

#### Ins Deutsche übertragen
- Jeffrey A. Carver: Battlestar Galactica: Die offizielle Vorgeschichte zur TV-Serie. Panini Verlag, ISBN 3-8332-1444-9 (basierend auf dem Script zur Miniserie von 2003)
- Craig Shaw Gardner: Battlestar Galactica: Das Geheimnis der Zylonen. Band 1, Panini Verlag, Januar 2007, ISBN 3-8332-1445-7
- Peter David: Battlestar Galactica: Sagittarius is Bleeding. Band 2, Panini Verlag, Juli 2007, ISBN 3-8332-1497-X
- Steven Harper: Battlestar Galactica: Das Virus. Band 3, Panini Verlag, 13. Dezember 2007, ISBN 3-8332-1643-3

#### Nicht ins Deutsche übertragen
- David Bassom: Battlestar Galactica: The Official Companion. Titan Books, ISBN 1-84576-097-2 (englisch)
- David Bassom: Battlestar Galactica: The Official Companion Season Two. Titan Books, 30. August 2006, ISBN 1-84576-221-5 (englisch; Taschenbuch, 176 Seiten)
- John Kenneth Muir: An Analytical Guide To Television’s Battlestar Galactica. Jefferson, ISBN 0-7864-2455-9 (englisch; Taschenbuch, 234 Seiten)

### DVD/CD/BD
Die vollständige Serie liegt in deutscher Fassung auf DVD und BD vor. Zu jeder Staffel (inkl. Miniserie) liegt auch eine Soundtrack-CD vor. Die zweite, dritte und vierte Staffel werden zusätzlich bei iTunes in HD verkauft, die Erste nur in SD.
Am 24. November 2011 erschien eine limitierte Battlestar-Galactica-Komplettbox auf BD. Diese Box enthält die Miniserie (Pilotfilm), Staffel 1–4, die Webepisoden sowie die Spielfilme „Battlestar Galactica: Razor“ und „Battlestar Galactica – The Plan“. Die für das Fernsehen gekürzten Episoden sind in der Langfassung im Originalton mit Untertitel enthalten. Die Spielfilme sind beide einzeln im September 2010 auf Deutsch auf Blu-ray erschienen.

### Spiele
Seit 2008 existiert Battlestar Galactica – Das Brettspiel, das die Reise der Menschenflotte nach Kobol nachstellt.
Das Unternehmen Bigpoint produzierte und betrieb seit Februar 2011 das als Browserspiel vermarktete Battlestar Galactica Online. In diesem trafen sich Spieler direkt als Menschen oder Zylonen in Raumkämpfen gegenüber. Die Handlung basierte allerdings nur lose auf der Fernsehserie und setzte diese im Rahmen einer eigenen Geschichte, die auf der zweiten Staffel aufbaute, fort. Bigpoint stellte Battlestar Galactica Online Ende Januar 2019 ein.
Weiterhin gibt es eine inoffizielle und noch nicht fertiggestellte, jedoch spielbare Modifikation des Computerspiels Freespace 2 SCP mit dem Namen „Beyond the Red Line“, dessen Handlung auf der Serie aufbaut.

### Weitere Videospiele
- Battlestar Galactica (2003, Xbox, Playstation 2)
- Battlestar Galactica (Mobile, 2006)
- Battlestar Galactica (Windows, Xbox Live Arcade, 2007)
- Battlestar Galactica Deadlock (PC, PS4, Xbox One, 2017)